# OpenVPN
OpenVPN er en VPN softwarepakke skrevet af James Yonan. Den giver mulighed for at lave krypterede punkt-til-punkt tunnelforbindelser mellem dataværter og datanet.
Den tillader peers at authentikere til hinanden ved at anvende en preshared private key, certifikater, eller brugernavn/kodeord. OpenVPN anvender OpenSSL krypteringsbiblioteket og anvender SSLv3/TLSv1 protokollen. OpenVPN er tilgængelig på Linux, xBSD, Mac OS X og Windows 2000/XP. OpenVPN tilbyder en omfattende mængde muligheder. Den er ikke en "web-baseret" VPN og den er ikke kompatibel med IPsec eller andre VPN pakker.

## Virkemåde og fordele
OpenVPN sender al kommunikation over en enkelt selvvalgt IP-port. Den kan anvende UDP (som standard) eller TCP. Fordi den anvender disse, kan den fungere fint gennem webproxy servere og kan uden problemer komme gennem NAT og ud gennem firewalls i modsætning til IPsec, PPTP og de fleste andre VPN protokoller.

## Omtale
- SANS (SysAdmin, Audit, Network, Security) Institute: OpenVPN and the SSL VPN Revolution (pdf)

## OpenVPN udvidelser
- 03-30-2006 IPCop-OpenVPN HOWTO Arkiveret 6. april 2006 hos  Wayback Machine
- OpenVPN for m0n0wall: Road Warrior Scenario Arkiveret 20. april 2006 hos  Wayback Machine

## Andre anvendelseseksempler
- February 17, 2005, wi-fiplanet.com: OpenVPN Locks Down the WLAN
- Securing an 802.11a/b/g Network with a VPN using Linux 2.6

## Tunnelering med fuldIPv6internetadgang
- OpenVPN IPv6 Tunnel Broker Guide / OpenVPN-IPv6-Tunnelbroker-Guide
- OpenVPN Tunnel Broker service at ECS, University of Southampton Arkiveret 2. maj 2006 hos  Wayback Machine Citat: "...The ECS tunnel broker will give you a unique IPv6 address, and unrestricted IPv6 internet access (subject to departmental regulations) from anywhere in the world. Only your unique configuration & passphrase is needed..."